# Sébastien av Luxemburg
Sébastien av Luxemburg (Sébastien Henri Marie Guillaume), född 16 april 1992, är en luxemburgsk prins. Han är yngste son till storhertigparet Henri och Maria Teresa och har fyra äldre syskon: Guillaume, Félix, Louis och Alexandra.